# Leo Maasburg
Leo Maasburg, avstrijski rimskokatoliški duhovnik in pisatelj, * 1948, Gradec.
Bil je direktor avstrijskega dela misijonske družbe Päpstlichen Missionswerke v letih od 2005 do 2016. Vrsto let je bil osebni spremljevalec Matere Terezije, sedaj razglašene za svetnico.

## Družina
Leo Maasburg izhaja iz avstrijske plemiške rodbine baronov Maasburgov. Njegov oče Nikolaus von Maasburg (1913-1965), je bil po anšlusu in med drugo svetovno vojno član avstrijske protinacistične odporniške skupine O5, mati pa grofica Christiane Ceschi a Santa Croce (1914-1984), vnukinja kneza Huga Verianda Windischgrätza. Oba starša sta s sorodniki živela v Sloveniji, na gradu Bizeljsko, ter sta bila ob koncu druge svetovne vojne leta 1945 kot pripadnika nemške narodnosti razlaščena in izgnana, vse njuno premoženje pa je bilo nacionalizirano. 

## Izobraževanje
Po osnovni šoli v Gradcu je obiskoval gimnazijo samostana Melk, nato pa nadaljeval študij političnih ved, teologije in misiologije na univerzah v Innsbrucku, Oxfordu in na papeški lateranski univerzi v Rimu. Po posvetitvi v duhovnika v Fatimi leta 1982 je bil tajnik slovaškega škofa Paula Hnilica v Rimu, kjer je spoznal Mati Terezijo, s katero je večkrat potoval v Indijo, Sovjetsko zvezo in na Kubo, sodeloval je tudi v postopku njene kanonizacije.

## Dela
- Mati Terezija: čudovite zgodbe, Novi svet, Ljubljana, 2011 (COBISS)

Njegova knjiga Mati Terezija: čudovite zgodbe, je bila iz nemščine prevedena v angleški, francoski, korejski, poljski, italijanski, latvijski, portugalski, madžarski, makedonski, albanski, slovaški, ruski, kitajski, slovenski, hrvaški, estonski in češki jezik.

## Kariera
1. septembra 2016 ga na mestu direktorja avstrijske misijonske družbe nasledil Karl Wallner.